# 西行桜
『西行桜』（さいぎょうざくら）は、世阿弥作の能楽作品。成立は室町時代。詳細は右記を参照。

## あらすじ
京都、西行の庵室。春になると、美しい桜が咲き、多くの人々が花見に訪れる。しかし、今年、西行は思うところがあって、花見を禁止した。 一人で桜を愛でていると、例年通り多くの人々がやってきた。桜を愛でていた西行は、遥々やってきた人を追い返す訳にもいかず、招き入れた。西行は、「美しさゆえに人をひきつけるのが桜の罪なところだ」という歌を詠み、夜すがら桜を眺めようと、木陰に休らう。
その夢に老桜の精が現れ、「桜の咎とはなんだ」と聞く。「桜はただ咲くだけのもので、咎などあるわけがない。」と言い、「煩わしいと思うのも人の心だ」と西行を諭す。老桜の精は、桜の名所を西行に教え、舞を舞う。そうこうしているうちに、西行の夢が覚め、老桜の精もきえ、ただ老木の桜がひっそりと息づいているのだった。